# Lee County (Texas)
 Der er flere lokaliteter med dette navn, se Lee County.
Lee County er et county i den amerikanske delstat Texas.
30°19′N 96°58′V / 30.31°N 96.96°V